# Albany, Kalifornien
Albany är en stad (city) i Alameda County, i delstaten Kalifornien, USA. Enligt United States Census Bureau har staden en folkmängd på 18 786 invånare (2011) och en landarea på 4,6 km².